# مکس دیوانه: جاده خشم
مکس دیوانه: جادهٔ خشم (به انگلیسی: Mad Max: Fury Road) یک فیلم اکشن پسا-آخرالزمانی استرالیایی محصول سال ۲۰۱۵ به نویسندگی، تهیه‌کنندگی و کارگردانی مشترک جرج میلر است. میلر در فیلمنامه با برندان مک‌کارتی و نیکو لاتوریس همکاری کرد. این فیلم که چهارمین اثر و یک بازراه‌اندازی از فرنچایز مکس دیوانه است، توسط ویلیج رودشو پیکچرز، کندی میلر میچل و رت‌پک انترتینمنت تولید شد و توسط رودشو انترتینمنت در استرالیا و برادران وارنر پیکچرز به صورت جهانی توزیع شد. در این فیلم تام هاردی و شارلیز ترون به همراه نیکلاس هولت، هیو کیز-برن، رزی هانتینگتون وایتلی، رایلی کیئو، زوئی کراویتز، ابی لی کرشا و کورتنی ایتون در نقش‌های فرعی بازی می‌کنند. فیلم جاده خشم در یک زمین بیابانی پسا آخرالزمانی که در آن بنزین و آب کالاهای کمیاب هستند، اتفاق می‌افتد و مکس راکاتانسکی را دنبال می‌کند که به نیروهای امپراتور فیوریوسا می‌پیوندد تا با یک کامیون تانکر زرهی از دست رهبر فرقه ایمورتان جو و ارتشش فرار کند و به یک نبرد جاده‌ای طولانی منجر شود.
میلر در سال ۱۹۸۷ ایده فیلم را مطرح کرد. با این حال، این فیلم سال‌ها در جهنم توسعه بود و پیش‌تولید آن از سال ۱۹۹۸ آغاز شده بود. تلاش برای فیلمبرداری این فیلم در دهه ۲۰۰۰ به دلیل حملات ۱۱ سپتامبر، جنگ عراق و جنجال‌هایی که پیرامون ستاره مل گیبسون وجود داشت، بارها به تعویق افتاد و باعث شد میلر با احترام نقش گیبسون را لغو کند. میلر در سال ۲۰۰۷ پس از اکران پویانمایی کمدی خوش‌قدم تصمیم گرفت دوباره این فیلم را دنبال کند. او در سال ۲۰۰۹ اعلام کرد که فیلمبرداری از اوایل سال ۲۰۱۱ آغاز خواهد شد. هاردی در ژوئن ۲۰۱۰ برای بازی در نقش مکس انتخاب شد و قرار بود تولید آن در نوامبر همان سال آغاز شود. تصویربرداری اصلی پیش از شروع در ژوئیه ۲۰۱۲ چندین بار دیگر به تعویق افتاد. این فیلم در دسامبر ۲۰۱۲ به پایان رسید، اگرچه فیلم‌های اضافی در نوامبر ۲۰۱۳ فیلمبرداری شد.
جادهٔ خشم در ۷ مهٔ ۲۰۱۵ در لس آنجلس به نمایش درآمد و در ۱۴ مه در استرالیا اکران شد. با اینکه جاده خشم پرفروش‌ترین فیلم فرنچایز مکس دیوانه است، اما عملکرد ضعیفی در گیشه داشت و با فروش ۴۱۵٫۲ میلیون دلاری در سراسر جهان در برابر بودجه تولید ۱۵۴٫۶ تا ۱۸۵٫۱ میلیون دلاری خود متحمل ضرر کلی بین ۲۰ تا ۴۰ میلیون دلار شد. با این وجود، فیلم به دلیل کارگردانی میلر، فیلمنامه، سکانس‌های اکشن، موسیقی، فیلمبرداری، تدوین، طراحی صحنه و لباس، جلوه‌های بصری و اجراهای آن (به ویژه از هاردی و ترون) مورد ستایش منتقدان قرار گرفت. به عنوان یکی از بهترین فیلم‌های اکشن تمام دوران و یکی از بهترین فیلم‌های دهه ۲۰۱۰، جاده خشم جوایز متعددی دریافت کرد، با ده نامزدی جوایز اسکار در هشتاد و هشتمین دوره جوایز اسکار از جمله بهترین فیلم، بهترین تصویر و بهترین کارگردانی و با شش جایزه بهترین طراحی لباس، بهترین طراحی صحنه، بهترین چهره‌پردازی و آرایش مو، بهترین تدوین، بهترین تدوین صدا و بهترین صداگذاری، بیشترین جوایز مراسم را از آن خود کرد.
ساخت یک دنبالهٔ مستقیم با عنوان کاری «مکس دیوانه: وِیست‌لَند» پس از انتشار فیلم اعلام شد و در ژانویهٔ ۲۰۱۶ با بازگشت میلر برای کارگردانی تأیید شد. در ژوئیه ۲۰۱۹ اختلاف دستمزدی بین برادران وارنر و میلر به وجود آمد که تلاش‌های اولیه برای تولید پروژه‌های بعدی را به تعویق انداخت، اما این اختلاف بعداً رفع شد. فیلم پیش‌درآمدی به نام فیوریوسا: حماسه مکس دیوانه در سال ۲۰۲۴ اکران شد.

## داستان
با تبدیل‌شدن زمین به یک بیابان بی آب و علف (مشهور به Wasteland) و در پی فروپاشی اجتماعی ناشی از جنگ بر سر منابع، بازمانده‌ای به نام مکس راکاتانسکی (Max Rockatansky؛ ملقب به مکس دیوانه) دستگیر شده و توسط ارتش پسران جنگی به ارگ ایمورتان جو (Immortan Joe؛ جو جاودانه) برده می‌شود. مکس زندانی می‌شود و به عنوان «کیسه خون» برای پسر جنگی بیمار به نام ناکس (Nux) استفاده می‌شود. در همین حال، امپراتور فیوریوسا، یکی از ستوان‌های جو، با «ماشین جنگی زرهی» (War Rig؛ وار ریگ) خود برای استخراج بنزین و مهمات فرستاده می‌شود. هنگامی که جو متوجه می‌شود که پنج همسرش همراه با فیوریوسا فرار کرده‌اند، ارتش خود را در تعقیب او رهبری می‌کند و از شهر گاز (Gas Town) و مزرعه گلوله (Bullet Farm) در نزدیکی آن کمک می‌طلبد.
ناکس با زنجیره‌کردن مکس به جلوی ماشینش به تعقیب و گریز ملحق می‌شود و نبردی بین وار ریگ و نیروهای جو درمی‌گیرد. فیوریوسا وارد یک طوفان شن می‌شود و از تعقیب کنندگان خود فرار می‌کند، به جز ناکس که سعی دارد خود را برای نابودی ماشین جنگی قربانی کند. مکس متعاقباً فرار کرده و ناکس را مهار می‌کند، اما ماشین نابود می‌شود؛ او پس از طوفان فیوریوسا را در حال تعمیر وار ریگ می‌یابد، همراه با همسران: کِیپِبِل (Capable؛ توانا)، چیدو (Cheedo)، تُست (Toast)، دَگ (Dag) و اِسپلندید آنهاراد (Splendid Angharad؛ آنهارادِ باشکوه)، که آخرین آن‌ها به شدت فرزند جو را باردار است. مکس ریگ را می‌دزدد، اما با اکراه موافقت می‌کند که اجازه دهد فیوریوسا و همسران او را همراهی کنند. ناکس سوار ماشین جنگی می‌شود که آن را ترک می‌کند و تلاش می‌کند تا فیوریوسا را بکشد، اما بر او چیره شده و به بیرون پرتاب می‌شود و توسط ارتش جو انتخاب می‌شود.
فیوریوسا وارد یک دره تحت کنترل باشگاه موتورسواری یاغی می‌شود که معامله‌ای را قبلاً برای عبور ایمن انجام داده‌است. در همین حال باند متوجه ارتش جو می‌شوند و در حالی که موتورسواران دیوارهای دره را برای مسدود کردن جو منفجر می‌کنند، فیوریوسا و گروه مجبور به فرار می‌شوند. مکس و فیوریوسا با موتورسواران تعقیب‌کننده مبارزه می‌کنند زیرا ماشین جو از محاصره عبور می‌کند. جو به ماشین جنگی می‌رسد و به ناکس اجازه می‌دهد تا با قصد حملهٔ مجدد به فیوریوسا سوار شود. او با ناامیدی جو شکست می‌خورد. با فرار ریگ، آنهاراد در تلاش برای کمک به مکس سقوط می‌کند و به‌طور مرگباری توسط ماشین جو زیر گرفته می‌شود. فیوریوسا به مکس توضیح می‌دهد که آنها در حال فرار به «مکان سبز» هستند، سرزمینی که از دوران کودکی خود به یاد دارد. ناکس که در وار ریگ پنهان شده‌است، توسط کِیپِبِل پیدا می‌شود که از او دلجویی می‌کند. فیوریوسا و مکس پیشروی نیروهای جو را با استفاده از مین کند می‌کنند، اما متحد جو از مزرعه گلوله، به تعقیب خود ادامه می‌دهد. پس از اینکه فیوریوسا به مزرعه‌دار شلیک می‌کند، مکس برای مقابله با او و افرادش آنها ترک می‌کند و با اسلحه و مهمات برمی‌گردد. ناکس در طول آتش‌سوزی از مخفیگاه خارج می‌شود تا افراد به‌دام‌افتاده را کمک کند و به خدمه می‌پیوندد.
پس از راندن ماشین جنگی در طول یک شب در میان باتلاق و صحرا، خدمه با یک زن مرموز روبرو می‌شوند. فیوریوسا به او نزدیک می‌شود و تاریخچه و وابستگی قبیلهٔ خود را بیان می‌کند. زن قبیله متعاقباً زنان ووالینی (Vuvalini) را احضار می‌کند، که فیوریوسا را یکی از خود می‌دانند که در کودکی ربوده شده‌است. فیوریوسا متوجه می‌شود که باتلاقی که آنها از آن عبور کرده‌اند، واقعاً همان مکان سبز بوده که اکنون غیرقابل سکونت است. این گروه سپس قصد دارد به امید یافتن خانه‌ای جدید، راهی نمک‌زارهای عظیم شوند. مکس پس از دیدن تصاویر کودکی که او نتوانسته بود نجاتش دهد، آنها را متقاعد می‌کند که به قلعهٔ بی‌دفاع که آب و محصولات زیادی دارد بازگردند و جو و ارتشش را در درهٔ موتورسواران به دام بیندازند.
گروه به سمت قلعه بازمی‌گردد و با نیروهای جو درگیر می‌شود؛ در این جنگ بسیاری از نیروهای ووالینی و جو کشته می‌شوند و فیوریوسا به شدت زخمی می‌شود. جو ماشین خود را در مقابل وار ریگ قرار می‌دهد تا سرعت آن را کاهش دهد، در حالی که مکس با ریکتوس ارکتوس، پسر بالغ جو، مبارزه می‌کند. جو توست را اسیر می‌کند، که موفق می‌شود آنقدر حواس او را پرت کند تا فیوریوسا او را بکشد. ناکس با خراب کردن ماشین جنگی، کشتن ریکتوس و مسدود کردن دره، خود را قربانی می‌کند و به گروه اجازه می‌دهد تا با ماشین جو فرار کنند. مکس خون خود را به فیوریوسا تزریق می‌کند و زندگی او را نجات می‌دهد.
در سیتادل فیوریوسا جسد مردهٔ ایمورتان جو را به مردم نشان می‌دهد که همه خوشحال می‌شوند و فیوریوسا، همسران و ووالینی‌ها توسط جمعیت تشویق می‌شوند. مکس و فیوریوسا هر دو یک نگاه قدردانی با هم به اشتراک می‌گذارند و مکس مکان را ترک می‌کند.

## تولید
پیش‌تولید جادهٔ خشم از سال ۱۹۹۷ آغاز شده بود و سال‌ها در همین مرحله باقی مانده بود. در سال‌های ۲۰۰۱ و ۲۰۰۳ تلاش‌هایی برای شروع فیلمبرداری آن صورت گرفت، اما به خاطر حملات ۱۱ سپتامبر و جنگ عراق به تعویق افتاد. مل گیبسون که قرار بود نقش خود در فیلم‌های قبلی را تکرار کند، پس از لغو تولید فیلم از پروژه کنار کشید. در سال ۲۰۰۷ و بعد از ساخت خوش‌قدم میلر تصمیم گرفت تا تلاشش برای تهیهٔ فیلم را دوباره آغاز کند. میلر برای مدت کوتاهی تصمیم گرفته بود تا فیلم را به صورت انیمیشن بسازد، اما بعد نظرش را عوض کرد. در سال ۲۰۰۹، میلر اعلام کرد فیلمبرداری اوایل سال ۲۰۱۱ آغاز خواهد شد. تام هاردی در ژوئن ۲۰۱۰ به عنوان بازیگر نقش مکس انتخاب شد. شروع تولید چند بار دیگر نیز به تعویق افتاد تا این که نهایتاً در ژوئیه ۲۰۱۲ شروع شد. فیلمبرداری در دسامبر ۲۰۱۲ به پایان رسید؛ فیلمبرداری‌های اضافی در نوامبر ۲۰۱۳ انجام پذیرفت.
اکثر سکانس‌های تعقیب و گریز این فیلم در بیابان نامیب واقع در جنوب غرب قاره آفریقا فیلم‌برداری شده‌است.

## بازخورد

### فروش گیشه
مکس دیوانه: جاده خشم در ایالات متحده و کانادا ۱۵۴٫۱ میلیون دلار و در سایر کشورها ۲۶۱٫۱ میلیون دلار به دست آورد که در کل جهان ۴۱۵٫۲ میلیون دلار،در مقابل بودجه تولید ۱۵۴٫۶ تا ۱۸۵٫۱ میلیون دلاری آن را نشان می‌دهد. در حالی که فیلم سودآور بود، کاملاً انتظارات آن را برآورده نکرد. هالیوود ریپورتر محاسبه کرد که ضرری که این فیلم متحمل شده‌است حدود ۲۰ تا ۴۰ میلیون دلار است.

### پاسخ انتقادی
بسیاری از منتقدان مکس دیوانه: جاده خشم را یکی از بهترین فیلم‌های اکشنی که تاکنون ساخته شده‌است، نامیده‌اند. در وبگاه جمع‌آوری نقد راتن تومیتوز، ٪۹۷ از ۴۳۷ بررسی منتقدان مثبت است، و میانگینِ امتیاز آن ۸٫۶/۱۰ است. اجماع این وبگاه چنین می‌نویسد: «مکس دیوانه: جاده خشم با اکشن هیجان‌انگیز و حجم داستانی شگفت‌انگیز خود، فرانچایز پسا آخرالزمانی جورج میلر را به شدت و با غوغا زنده می‌کند.» این فیلم در متاکریتیک که از میانگین وزنی استفاده می‌کند، بر اساس نظر ۵۱ منتقدین امتیاز ۹۰ از ۱۰۰ را کسب کرده که نشان‌گر «تحسین همگانی» است. تماشاگرانی که توسط سینماسکور نظرسنجی شدند به فیلم نمره متوسط «B+» در مقیاس «A+» تا «F» دادند.

### جوایز و نامزدی‌ها
مکس دیوانه: جاده خشم در مجموع نامزد ۲۲۵ جایزه و برندهٔ ۱۰۴ جایزه شد.
| جایزه                                     | تاریخ مراسم                 | رده                                                  | دریافت‌کننده(ها)                                                        | نتیجه    | منابع         |
| ----------------------------------------- | --------------------------- | ---------------------------------------------------- | ---------------------------------------------------------------------- | -------- | ------------- |
| جوایز اکتا                                | ۹ دسامبر ۲۰۱۵               | بهترین فیلم                                          | داگ میتچل، پی‌جی ووتن، و جرج میلر                                       | برنده    | [ ۲۱ ] [ ۲۲ ] |
| جوایز اکتا                                | ۹ دسامبر ۲۰۱۵               | بهترین کارگردانی                                     | جرج میلر                                                               | برنده    | [ ۲۱ ] [ ۲۲ ] |
| جوایز اکتا                                | ۹ دسامبر ۲۰۱۵               | بهترین فیلمنامه اصلی                                 | جرج میلر, برندان مک‌کارتی و نیکو لاتوریس                                | نامزدشده | [ ۲۱ ] [ ۲۲ ] |
| جوایز اکتا                                | ۹ دسامبر ۲۰۱۵               | بهترین فیلمبرداری                                    | جان سیل                                                                | برنده    | [ ۲۱ ] [ ۲۲ ] |
| جوایز اکتا                                | ۹ دسامبر ۲۰۱۵               | بهترین ویرایش                                        | مارگارت سیکسل                                                          | برنده    | [ ۲۱ ] [ ۲۲ ] |
| جوایز اکتا                                | ۹ دسامبر ۲۰۱۵               | بهترین صدا                                           | کریس جنکینز، مارک مانگینی، بن اسمو، وین پشلی، گرگ رادلوف، و دیوید وایت | برنده    | [ ۲۱ ] [ ۲۲ ] |
| جوایز اکتا                                | ۹ دسامبر ۲۰۱۵               | بهترین موسیقی متن اصلی                               | جانکی ایکس‌ال                                                           | برنده    | [ ۲۱ ] [ ۲۲ ] |
| جوایز اکتا                                | ۹ دسامبر ۲۰۱۵               | بهترین طراحی تولید                                   | کالین گیبسون                                                           | برنده    | [ ۲۱ ] [ ۲۲ ] |
| جوایز اکتا                                | ۹ دسامبر ۲۰۱۵               | بهترین طراحی لباس                                    | جنی بیون                                                               | نامزدشده | [ ۲۱ ] [ ۲۲ ] |
| جوایز اکتا                                | ۹ دسامبر ۲۰۱۵               | بهترین بازیگر زن                                     | شارلیز ترون                                                            | نامزدشده | [ ۲۱ ] [ ۲۲ ] |
| جوایز اکتا                                | ۹ دسامبر ۲۰۱۵               | بهترین جلوه‌های بصری یا انیمیشن                       | مکس دیوانه: جاده خشم                                                   | برنده    | [ ۲۱ ] [ ۲۲ ] |
| جوایز اکتا                                | ۹ دسامبر ۲۰۱۵               | جایزه منتخب مردم برای فیلم استرالیایی مورد علاقه     | داگ میتچل, پی‌جی ووتن، و جرج میلر                                       | نامزدشده | [ ۲۱ ] [ ۲۲ ] |
| جوایز اکتا                                | ۳۱ ژانویه ۲۰۱۶              | بهترین فیلم بین‌المللی                                | مکس دیوانه: جاده خشم                                                   | برنده    | [ ۲۱ ] [ ۲۲ ] |
| جوایز اکتا                                | ۳۱ ژانویه ۲۰۱۶              | بهترین کارگردانی بین‌المللی                           | جرج میلر                                                               | برنده    | [ ۲۱ ] [ ۲۲ ] |
| جوایز اکتا                                | ۳۱ ژانویه ۲۰۱۶              | بهترین بازیگر زن بین‌المللی                           | شارلیز ترون                                                            | نامزدشده | [ ۲۱ ] [ ۲۲ ] |
| جوایز اسکار                               | ۲۸ فوریه ۲۰۱۶               | بهترین فیلم                                          | داگ میتچل و جرج میلر                                                   | نامزدشده | [ ۲۳ ]        |
| جوایز اسکار                               | ۲۸ فوریه ۲۰۱۶               | بهترین کارگردانی                                     | جرج میلر                                                               | نامزدشده | [ ۲۳ ]        |
| جوایز اسکار                               | ۲۸ فوریه ۲۰۱۶               | بهترین فیلم‌برداری                                    | جان سیل                                                                | نامزدشده | [ ۲۳ ]        |
| جوایز اسکار                               | ۲۸ فوریه ۲۰۱۶               | بهترین طراحی لباس                                    | جنی بیون                                                               | برنده    | [ ۲۳ ]        |
| جوایز اسکار                               | ۲۸ فوریه ۲۰۱۶               | بهترین تدوین                                         | مارگارت سیکسل                                                          | برنده    | [ ۲۳ ]        |
| جوایز اسکار                               | ۲۸ فوریه ۲۰۱۶               | هترین چهره‌پردازی و آرایش مو                          | لسلی واندروالت، الکا واردگا و دامیان مارتین                            | برنده    | [ ۲۳ ]        |
| جوایز اسکار                               | ۲۸ فوریه ۲۰۱۶               | بهترین طراحی صحنه                                    | کالین گیبسون و لیزا تامپسون                                            | برنده    | [ ۲۳ ]        |
| جوایز اسکار                               | ۲۸ فوریه ۲۰۱۶               | بهترین تدوین صدا                                     | مارک مانگینی و دیوید وایت                                              | برنده    | [ ۲۳ ]        |
| جوایز اسکار                               | ۲۸ فوریه ۲۰۱۶               | بهترین صداگذاری                                      | کریس جنکینز، گرگ رادلوف و بن اسمو                                      | برنده    | [ ۲۳ ]        |
| جوایز اسکار                               | ۲۸ فوریه ۲۰۱۶               | بهترین جلوه‌های تصویری                                | اندرو جکسون، تام وود، دن الیور و اندی ویلیامز                          | نامزدشده | [ ۲۳ ]        |
| جوایز ایس ادی                             | ۲۹ ژانویه ۲۰۱۶              | بهترین فیلم بلند تدوین شده – دراماتیک                | مارگارت سیکسل                                                          | برنده    | [ ۲۴ ]        |
| انجمن منتقدان فیلم آفریقایی-آمریکایی      | ۷ دسامبر ۲۰۱۵               | ده فیلم برتر سال ۲۰۱۵                                | مکس دیوانه: جاده خشم                                                   | سوم شد   | [ ۲۵ ]        |
| اتحادیه زنان روزنامه‌نگار سینمایی          | ۱۳ ژانویه ۲۰۱۶              | بهترین تصویر                                         | مکس دیوانه: جاده خشم                                                   | نامزدشده | [ ۲۶ ] [ ۲۷ ] |
| اتحادیه زنان روزنامه‌نگار سینمایی          | ۱۳ ژانویه ۲۰۱۶              | بهترین کارگردان                                      | جرج میلر                                                               | نامزدشده | [ ۲۶ ] [ ۲۷ ] |
| اتحادیه زنان روزنامه‌نگار سینمایی          | ۱۳ ژانویه ۲۰۱۶              | بهترین ویرایش                                        | مارگارت سیکسل                                                          | برنده    | [ ۲۶ ] [ ۲۷ ] |
| اتحادیه زنان روزنامه‌نگار سینمایی          | ۱۳ ژانویه ۲۰۱۶              | بهترین فیلمبرداری                                    | جان سیل                                                                | نامزدشده | [ ۲۶ ] [ ۲۷ ] |
| اتحادیه زنان روزنامه‌نگار سینمایی          | ۱۳ ژانویه ۲۰۱۶              | بهترین موسیقی متن                                    | جانکی ایکس‌ال                                                           | نامزدشده | [ ۲۶ ] [ ۲۷ ] |
| اتحادیه زنان روزنامه‌نگار سینمایی          | ۱۳ ژانویه ۲۰۱۶              | بهترین ستاره اکشن زن                                 | شارلیز ترون                                                            | برنده    | [ ۲۶ ] [ ۲۷ ] |
| انستیتوی فیلم آمریکا                      | ۱۶ دسامبر ۲۰۱۵              | ده فیلم برتر سال                                     | مکس دیوانه: جاده خشم                                                   | برنده    | [ ۲۸ ]        |
| انجمن فیلم‌برداران آمریکا                  | ۱۴ فوریه ۲۰۱۶               | دستاورد برجسته در فیلمبرداری در یک نمایش تئاتر       | جان سیل                                                                | نامزدشده | [ ۲۹ ]        |
| انجمن صنفی مدیران هنری                    | ۳۱ ژانویه ۲۰۱۶              | برتری در طراحی تولید برای یک فیلم بلند - فیلم فانتزی | کالین گیبسون                                                           | برنده    | [ ۳۰ ]        |
| انجمن منتقدان فیلم آستین                  | ۲۹ دسامبر ۲۰۱۵              | بهترین تصویر                                         | مکس دیوانه: جاده خشم                                                   | برنده    | [ ۳۱ ] [ ۳۲ ] |
| انجمن منتقدان فیلم آستین                  | ۲۹ دسامبر ۲۰۱۵              | ده فیلم برتر ۲۰۱۵                                    | مکس دیوانه: جاده خشم                                                   | مقام اول | [ ۳۱ ] [ ۳۲ ] |
| انجمن منتقدان فیلم آستین                  | ۲۹ دسامبر ۲۰۱۵              | بهترین کارگردان                                      | جرج میلر                                                               | برنده    | [ ۳۱ ] [ ۳۲ ] |
| انجمن منتقدان فیلم آستین                  | ۲۹ دسامبر ۲۰۱۵              | بهترین بازیگر زن                                     | شارلیز ترون                                                            | نامزدشده | [ ۳۱ ] [ ۳۲ ] |
| انجمن منتقدان فیلم آستین                  | ۲۹ دسامبر ۲۰۱۵              | بهترین فیلمبرداری                                    | جان سیل                                                                | نامزدشده | [ ۳۱ ] [ ۳۲ ] |
| انجمن منتقدان فیلم آستین                  | ۲۹ دسامبر ۲۰۱۵              | بهترین موسیقی متن                                    | جانکی ایکس‌ال                                                           | نامزدشده | [ ۳۱ ] [ ۳۲ ] |
| انجمن منتقدان فیلم استرالیا               | ۱۶ فوریه ۲۰۱۶               | بهترین بازیگر زن                                     | شارلیز ترون                                                            | نامزدشده | [ ۳۳ ]        |
| انجمن منتقدان فیلم استرالیا               | ۱۶ فوریه ۲۰۱۶               | بهترین بازیگر نقش مکمل مرد                           | هیو کیز-برن                                                            | نامزدشده | [ ۳۳ ]        |
| انجمن منتقدان فیلم استرالیا               | ۱۶ فوریه ۲۰۱۶               | بهترین فیلمنامه                                      | جورج میلر، برندان مک‌کارتی و نیکو لاتوریس                               | نامزدشده | [ ۳۳ ]        |
| انجمن منتقدان فیلم استرالیا               | ۱۶ فوریه ۲۰۱۶               | بهترین فیلمبرداری                                    | جان سیل                                                                | برنده    | [ ۳۳ ]        |
| انجمن منتقدان فیلم بلژیک                  | ۱۰ ژانویه ۲۰۱۶              | گرند پری                                             | مکس دیوانه: جاده خشم                                                   | نامزدشده | [ ۳۴ ]        |
| انجمن منتقدان فیلم بوستون                 | 6 دسامبر ۲۰۱۵               | بهترین فیلم                                          | مکس دیوانه: جاده خشم                                                   | مقام دوم | [ ۳۵ ]        |
| انجمن منتقدان فیلم بوستون                 | 6 دسامبر ۲۰۱۵               | بهترین ویرایش                                        | مارگارت سیکسل                                                          | برنده    | [ ۳۵ ]        |
| جوایز فیلم بفتا                           | شصت و نهمین دوره جوایز بفتا | بهترین طراحی تولید                                   | کالین گیبسون و لیزا تامپسون                                            | برنده    | [ ۳۶ ] [ ۳۷ ] |
| جوایز فیلم بفتا                           | شصت و نهمین دوره جوایز بفتا | بهترین طراحی لباس                                    | جنی بیون                                                               | برنده    | [ ۳۶ ] [ ۳۷ ] |
| جوایز فیلم بفتا                           | شصت و نهمین دوره جوایز بفتا | بهترین تدوین                                         | مارگارت سیکسل                                                          | برنده    | [ ۳۶ ] [ ۳۷ ] |
| جوایز فیلم بفتا                           | شصت و نهمین دوره جوایز بفتا | بهترین فیلم‌برداری                                    | جان سیل                                                                | نامزدشده | [ ۳۶ ] [ ۳۷ ] |
| جوایز فیلم بفتا                           | شصت و نهمین دوره جوایز بفتا | بهترین آرایش و مو                                    | لسلی واندروالت و دامیان مارتین                                         | برنده    | [ ۳۶ ] [ ۳۷ ] |
| جوایز فیلم بفتا                           | شصت و نهمین دوره جوایز بفتا | بهترین جلوه‌های ویژه بصری                             | اندرو جکسون، دن الیور، تام وود و اندی ویلیامز                          | نامزدشده | [ ۳۶ ] [ ۳۷ ] |
| جوایز فیلم بفتا                           | شصت و نهمین دوره جوایز بفتا | بهترین صدا                                           | اسکات هکر، کریس جنکینز، مارک مانگینی، بن اسمو، گرگ رادلوف و دیوید وایت | نامزدشده | [ ۳۶ ] [ ۳۷ ] |
| کامریمیج                                  | ۲۱ نوامبر ۲۰۱۵              | قورباغه طلایی برای بهترین فیلمبرداری                 | جان سیل                                                                | نامزدشده | [ ۳۸ ]        |
| انجمن بازیگران آمریکا                     | ۲۱ ژانویه ۲۰۱۶              | بودجه کلان - درام                                    | رونا کرس و نیکی بارت برای مکس دیوانه: جاده خشم                         | نامزدشده | [ ۳۹ ]        |
| انجمن منتقدان فیلم شیکاگو                 | 16 دسامبر ۲۰۱۵              | بهترین تصویر                                         | مکس دیوانه: جاده خشم                                                   | برنده    | [ ۴۰ ] [ ۴۱ ] |
| انجمن منتقدان فیلم شیکاگو                 | 16 دسامبر ۲۰۱۵              | بهترین کارگردان                                      | جرج میلر                                                               | برنده    | [ ۴۰ ] [ ۴۱ ] |
| انجمن منتقدان فیلم شیکاگو                 | 16 دسامبر ۲۰۱۵              | بهترین بازیگر زن                                     | شارلیز ترون                                                            | نامزدشده | [ ۴۰ ] [ ۴۱ ] |
| انجمن منتقدان فیلم شیکاگو                 | 16 دسامبر ۲۰۱۵              | بهترین طراحی تولید                                   | کالین گیبسون                                                           | برنده    | [ ۴۰ ] [ ۴۱ ] |
| انجمن منتقدان فیلم شیکاگو                 | 16 دسامبر ۲۰۱۵              | بهترین فیلمبرداری                                    | جان سیل                                                                | برنده    | [ ۴۰ ] [ ۴۱ ] |
| انجمن منتقدان فیلم شیکاگو                 | 16 دسامبر ۲۰۱۵              | بهترین ویرایش                                        | مارگارت سیکسل                                                          | برنده    | [ ۴۰ ] [ ۴۱ ] |
| انجمن منتقدان فیلم شیکاگو                 | 16 دسامبر ۲۰۱۵              | بهترین موسیقی متن                                    | جانکی ایکس‌ال                                                           | نامزدشده | [ ۴۰ ] [ ۴۱ ] |
| جوایز انجمن صوت سینما                     | ۲۰ فوریه ۲۰۱۶               | دستاورد برجسته در میکس صدا                           | مکس دیوانه: جاده خشم                                                   | نامزدشده | [ ۴۲ ]        |
| انجمن صنفی طراحان لباس                    | ۲۳ فوریه ۲۰۱۶               | برتری در فیلم فانتزی                                 | جنی بیون                                                               | برنده    | [ ۴۳ ] [ ۴۴ ] |
| جوایز فیلم به انتخاب منتقدان              | ۱۷ ژانویه ۲۰۱۶              | بهترین فیلم                                          | مکس دیوانه: جاده خشم                                                   | نامزدشده | [ ۴۵ ] [ ۴۶ ] |
| جوایز فیلم به انتخاب منتقدان              | ۱۷ ژانویه ۲۰۱۶              | بهترین کارگردانی                                     | جرج میلر                                                               | برنده    | [ ۴۵ ] [ ۴۶ ] |
| جوایز فیلم به انتخاب منتقدان              | ۱۷ ژانویه ۲۰۱۶              | بهترین بازیگر زن                                     | شارلیز ترون                                                            | نامزدشده | [ ۴۵ ] [ ۴۶ ] |
| جوایز فیلم به انتخاب منتقدان              | ۱۷ ژانویه ۲۰۱۶              | بهترین کارگردانی هنری                                | کالین گیبسون                                                           | برنده    | [ ۴۵ ] [ ۴۶ ] |
| جوایز فیلم به انتخاب منتقدان              | ۱۷ ژانویه ۲۰۱۶              | بهترین طراحی صحنه و لباس                             | جنی بیون                                                               | برنده    | [ ۴۵ ] [ ۴۶ ] |
| جوایز فیلم به انتخاب منتقدان              | ۱۷ ژانویه ۲۰۱۶              | بهترین گریم                                          | مکس دیوانه: جاده خشم                                                   | برنده    | [ ۴۵ ] [ ۴۶ ] |
| جوایز فیلم به انتخاب منتقدان              | ۱۷ ژانویه ۲۰۱۶              | بهترین جلوه‌های بصری                                  | مکس دیوانه: جاده خشم                                                   | برنده    | [ ۴۵ ] [ ۴۶ ] |
| جوایز فیلم به انتخاب منتقدان              | ۱۷ ژانویه ۲۰۱۶              | بهترین فیلم اکشن                                     | مکس دیوانه: جاده خشم                                                   | برنده    | [ ۴۵ ] [ ۴۶ ] |
| جوایز فیلم به انتخاب منتقدان              | ۱۷ ژانویه ۲۰۱۶              | بهترین بازیگر مرد فیلم اکشن                          | تام هاردی                                                              | برنده    | [ ۴۵ ] [ ۴۶ ] |
| جوایز فیلم به انتخاب منتقدان              | ۱۷ ژانویه ۲۰۱۶              | بهترین بازیگر زن فیلم اکشن                           | شارلیز ترون                                                            | برنده    | [ ۴۵ ] [ ۴۶ ] |
| جوایز فیلم به انتخاب منتقدان              | ۱۷ ژانویه ۲۰۱۶              | بهترین فیلم علمی تخیلی/ترسناک                        | مکس دیوانه: جاده خشم                                                   | نامزدشده | [ ۴۵ ] [ ۴۶ ] |
| جوایز فیلم به انتخاب منتقدان              | ۱۷ ژانویه ۲۰۱۶              | بهترین فیلمبرداری                                    | جان سیل                                                                | نامزدشده | [ ۴۵ ] [ ۴۶ ] |
| جوایز فیلم به انتخاب منتقدان              | ۱۷ ژانویه ۲۰۱۶              | بهترین تدوین                                         | مارگارت سیکسل                                                          | برنده    | [ ۴۵ ] [ ۴۶ ] |
| انجمن منتقدان فیلم دالاس‌فورت وورث         | ۱۴ دسامبر ۲۰۱۵              | ده فیلم برتر                                         | مکس دیوانه: جاده خشم                                                   | پنجم شد  | [ ۴۷ ]        |
| انجمن منتقدان فیلم دالاس‌فورت وورث         | ۱۴ دسامبر ۲۰۱۵              | بهترین کارگردان                                      | جرج میلر                                                               | سوم شد   | [ ۴۷ ]        |
| انجمن منتقدان فیلم دالاس‌فورت وورث         | ۱۴ دسامبر ۲۰۱۵              | بهترین بازیگر زن                                     | شارلیز ترون                                                            | پنجم شد  | [ ۴۷ ]        |
| جامعه منتقدان فیلم دیترویت                | ۱۴ دسامبر ۲۰۱۵              | بهترین تصویر                                         | مکس دیوانه: جاده خشم                                                   | نامزدشده | [ ۴۸ ] [ ۴۹ ] |
| جامعه منتقدان فیلم دیترویت                | ۱۴ دسامبر ۲۰۱۵              | بهترین کارگردان                                      | جرج میلر                                                               | برنده    | [ ۴۸ ] [ ۴۹ ] |
| جایزه انجمن کارگردانان آمریکا             | ۶ فوریه ۲۰۱۶                | دستاورد برجسته کارگردانی در فیلم بلند                | جرج میلر                                                               | نامزدشده | [ ۵۰ ]        |
| جوایز دوریان                              | ۱۹ ژانویه ۲۰۱۶              | فیلم سال                                             | مکس دیوانه: جاده خشم                                                   | نامزدشده | [ ۵۱ ] [ ۵۲ ] |
| جوایز دوریان                              | ۱۹ ژانویه ۲۰۱۶              | کارگردان سال                                         | جرج میلر                                                               | نامزدشده | [ ۵۱ ] [ ۵۲ ] |
| جوایز دوریان                              | ۱۹ ژانویه ۲۰۱۶              | فیلم برجسته سال                                      | مکس دیوانه: جاده خشم                                                   | برنده    | [ ۵۱ ] [ ۵۲ ] |
| حلقه منتقدان فیلم دوبلین                  | ۲۲ دسامبر ۲۰۱۵              | بهترین فیلم                                          | مکس دیوانه: جاده خشم                                                   | دوم شد   | [ ۵۳ ]        |
| حلقه منتقدان فیلم دوبلین                  | ۲۲ دسامبر ۲۰۱۵              | بهترین بازیگر زن                                     | شارلیز ترون                                                            | چهارم شد | [ ۵۳ ]        |
| جوایز امپایر                              | ۲۰ مارس ۲۰۱۶                | جایزه امپایر بهترین فیلم                             | مکس دیوانه: جاده خشم                                                   | نامزدشده | [ ۵۴ ] [ ۵۵ ] |
| جوایز امپایر                              | ۲۰ مارس ۲۰۱۶                | بهترین کارگردان                                      | جرج میلر                                                               | نامزدشده | [ ۵۴ ] [ ۵۵ ] |
| جوایز امپایر                              | ۲۰ مارس ۲۰۱۶                | بهترین بازیگر مرد                                    | تام هاردی (همچنین برای افسانه)                                         | نامزدشده | [ ۵۴ ] [ ۵۵ ] |
| جوایز امپایر                              | ۲۰ مارس ۲۰۱۶                | بهترین بازیگر زن                                     | شارلیز ترون                                                            | نامزدشده | [ ۵۴ ] [ ۵۵ ] |
| جوایز امپایر                              | ۲۰ مارس ۲۰۱۶                | بهترین علمی تخیلی/فانتزی                             | مکس دیوانه: جاده خشم                                                   | نامزدشده | [ ۵۴ ] [ ۵۵ ] |
| جوایز امپایر                              | ۲۰ مارس ۲۰۱۶                | بهترین موسیقی متن                                    | مکس دیوانه: جاده خشم                                                   | برنده    | [ ۵۴ ] [ ۵۵ ] |
| جوایز امپایر                              | ۲۰ مارس ۲۰۱۶                | بهترین طراحی تولید                                   | مکس دیوانه: جاده خشم                                                   | برنده    | [ ۵۴ ] [ ۵۵ ] |
| جوایز امپایر                              | ۲۰ مارس ۲۰۱۶                | بهترین طراحی لباس                                    | مکس دیوانه: جاده خشم                                                   | برنده    | [ ۵۴ ] [ ۵۵ ] |
| جوایز امپایر                              | ۲۰ مارس ۲۰۱۶                | بهترین آرایش و آرایش مو                              | مکس دیوانه: جاده خشم                                                   | برنده    | [ ۵۴ ] [ ۵۵ ] |
| جوایز امپایر                              | ۲۰ مارس ۲۰۱۶                | بهترین جلوه‌های بصری                                  | مکس دیوانه: جاده خشم                                                   | نامزدشده | [ ۵۴ ] [ ۵۵ ] |
| جوایز زیست‌محیطی رسانه                     | ۲۴ اکتبر ۲۰۱۵               | فیلم بلند                                            | مکس دیوانه: جاده خشم                                                   | نامزدشده | [ ۵۶ ]        |
| حلقه منتقدان فیلم فلوریدا                 | ۲۳ دسامبر ۲۰۱۵              | بهترین فیلم                                          | مکس دیوانه: جاده خشم                                                   | برنده    | [ ۵۷ ] [ ۵۸ ] |
| حلقه منتقدان فیلم فلوریدا                 | ۲۳ دسامبر ۲۰۱۵              | بهترین کارگردان                                      | جرج میلر                                                               | برنده    | [ ۵۷ ] [ ۵۸ ] |
| حلقه منتقدان فیلم فلوریدا                 | ۲۳ دسامبر ۲۰۱۵              | بهترین بازیگر زن                                     | شارلیز ترون                                                            | نامزدشده | [ ۵۷ ] [ ۵۸ ] |
| حلقه منتقدان فیلم فلوریدا                 | ۲۳ دسامبر ۲۰۱۵              | بهترین موسیقی متن                                    | جانکی ایکس‌ال                                                           | نامزدشده | [ ۵۷ ] [ ۵۸ ] |
| حلقه منتقدان فیلم فلوریدا                 | ۲۳ دسامبر ۲۰۱۵              | بهترین فیلمبرداری                                    | جان سیل                                                                | برنده    | [ ۵۷ ] [ ۵۸ ] |
| حلقه منتقدان فیلم فلوریدا                 | ۲۳ دسامبر ۲۰۱۵              | بهترین طراحی تولید                                   | کالین گیبسون                                                           | مقام دوم | [ ۵۷ ] [ ۵۸ ] |
| حلقه منتقدان فیلم فلوریدا                 | ۲۳ دسامبر ۲۰۱۵              | بهترین جلوه‌های بصری                                  | مکس دیوانه: جاده خشم                                                   | برنده    | [ ۵۷ ] [ ۵۸ ] |
| جوایز گلدن گلوب                           | ۱۰ ژانویه ۲۰۱۶              | بهترین فیلم – درام                                   | مکس دیوانه: جاده خشم                                                   | نامزدشده | [ ۵۹ ]        |
| جوایز گلدن گلوب                           | ۱۰ ژانویه ۲۰۱۶              | بهترین کارگردانی                                     | جرج میلر                                                               | نامزدشده | [ ۵۹ ]        |
| جایزه تریلر طلایی                         | ۶ مه ۲۰۱۵                   | بهترین تریلر بلاک‌باستر تابستانی                      | «مَد»                                                                   | نامزدشده | [ ۶۰ ] [ ۶۱ ] |
| جایزه تریلر طلایی                         | ۶ مه ۲۰۱۵                   | اصلی‌ترین تریلر                                       | «مَد»                                                                   | برنده    | [ ۶۰ ] [ ۶۱ ] |
| جایزه تریلر طلایی                         | ۶ مه ۲۰۱۵                   | بهترین تدوین صدا                                     | «تحت شکار»                                                             | نامزدشده | [ ۶۰ ] [ ۶۱ ] |
| جایزه تریلر طلایی                         | ۶ مه ۲۰۱۵                   | بهترین اسپات تلویزیونی اکشن                          | «مَد»                                                                   | نامزدشده | [ ۶۰ ] [ ۶۱ ] |
| جایزه تریلر طلایی                         | ۶ مه ۲۰۱۵                   | بهترین برنامه تلویزیونی موسیقی                       | «مَد»                                                                   | نامزدشده | [ ۶۰ ] [ ۶۱ ] |
| جایزه تریلر طلایی                         | ۶ مه ۲۰۱۵                   | اصلی‌ترین اسپات تلویزیونی                             | «مَد»                                                                   | نامزدشده | [ ۶۰ ] [ ۶۱ ] |
| جایزه تریلر طلایی                         | ۴ مه ۲۰۱۶                   | بهترین اکشن                                          | «بقا»                                                                  | نامزدشده | [ ۶۲ ] [ ۶۳ ] |
| جایزه تریلر طلایی                         | ۴ مه ۲۰۱۶                   | بهترین گرافیک موشن                                   | «تلافی»                                                                | نامزدشده | [ ۶۲ ] [ ۶۳ ] |
| جایزه تریلر طلایی                         | ۴ مه ۲۰۱۶                   | بهترین تدوین صدا                                     | «تلافی»                                                                | نامزدشده | [ ۶۲ ] [ ۶۳ ] |
| جایزه تریلر طلایی                         | ۴ مه ۲۰۱۶                   | بهترین تدوین صدا                                     | «بقا»                                                                  | نامزدشده | [ ۶۲ ] [ ۶۳ ] |
| جایزه تریلر طلایی                         | ۴ مه ۲۰۱۶                   | بهترین اسپات تلویزیونی اکشن                          | «60TV Redemption»                                                      | نامزدشده | [ ۶۲ ] [ ۶۳ ] |
| جایزه تریلر طلایی                         | ۴ مه ۲۰۱۶                   | بهترین گرافیک در یک اسپات تلویزیونی                  | «مَد ۶۰»                                                                | نامزدشده | [ ۶۲ ] [ ۶۳ ] |
| جایزه تریلر طلایی                         | ۴ مه ۲۰۱۶                   | بهترین تدوین صدا در یک اسپات تلویزیونی               | «آینده»                                                                | نامزدشده | [ ۶۲ ] [ ۶۳ ] |
| جوایز فیلم هالیوود                        | ۱ نوامبر ۲۰۱۵               | جایزه آرایش و مدل موی هالیوود                        | لسلی واندروالت                                                         | برنده    | [ ۶۴ ]        |
| جوایز فیلم هالیوود                        | ۱ نوامبر ۲۰۱۵               | جایزه طراحی تولید هالیوود                            | کالین گیبسون                                                           | برنده    | [ ۶۴ ]        |
| جامعه منتقدان فیلم هیوستون                | ۹ ژانویه ۲۰۱۶               | بهترین فیلم                                          | مکس دیوانه: جاده خشم                                                   | نامزدشده | [ ۶۵ ] [ ۶۶ ] |
| جامعه منتقدان فیلم هیوستون                | ۹ ژانویه ۲۰۱۶               | بهترین کارگردان                                      | جرج میلر                                                               | نامزدشده | [ ۶۵ ] [ ۶۶ ] |
| جامعه منتقدان فیلم هیوستون                | ۹ ژانویه ۲۰۱۶               | بهترین بازیگر زن                                     | شارلیز ترون                                                            | نامزدشده | [ ۶۵ ] [ ۶۶ ] |
| جامعه منتقدان فیلم هیوستون                | ۹ ژانویه ۲۰۱۶               | بهترین موسیقی متن                                    | جانکی ایکس‌ال                                                           | نامزدشده | [ ۶۵ ] [ ۶۶ ] |
| جامعه منتقدان فیلم هیوستون                | ۹ ژانویه ۲۰۱۶               | بهترین فیلمبرداری                                    | جان سیل                                                                | نامزدشده | [ ۶۵ ] [ ۶۶ ] |
| جامعه منتقدان فیلم هیوستون                | ۹ ژانویه ۲۰۱۶               | بهترین پوستر                                         | مکس دیوانه: جاده خشم                                                   | برنده    | [ ۶۵ ] [ ۶۶ ] |
| جامعه منتقدان فیلم هیوستون                | ۹ ژانویه ۲۰۱۶               | دستاورد فنی                                          | مکس دیوانه: جاده خشم                                                   | برنده    | [ ۶۵ ] [ ۶۶ ] |
| فدراسیون بین‌المللی منتقدان فیلم           | ۱ سپتامبر ۲۰۱۵              | بهترین فیلم                                          | مکس دیوانه: جاده خشم                                                   | برنده    | [ ۶۷ ]        |
| کینما جونپو                               | ۷ ژانویه ۲۰۱۶               | بهترین فیلم خارجی                                    | مکس دیوانه: جاده خشم                                                   | برنده    | [ ۶۸ ]        |
| کینما جونپو                               | ۷ ژانویه ۲۰۱۶               | بهترین کارگردان خارجی                                | جرج میلر                                                               | برنده    | [ ۶۸ ]        |
| حلقه منتقدان فیلم لندن                    | ۱۷ ژانویه ۲۰۱۶              | فیلم سال                                             | مکس دیوانه: جاده خشم                                                   | برنده    | [ ۶۹ ] [ ۷۰ ] |
| حلقه منتقدان فیلم لندن                    | ۱۷ ژانویه ۲۰۱۶              | کارگردان سال                                         | جرج میلر                                                               | برنده    | [ ۶۹ ] [ ۷۰ ] |
| حلقه منتقدان فیلم لندن                    | ۱۷ ژانویه ۲۰۱۶              | بازیگر بریتانیایی یا ایرلندی سال                     | تام هاردی (همچنین برای افسانه، جاده لندن، و بازگشته)                   | برنده    | [ ۶۹ ] [ ۷۰ ] |
| حلقه منتقدان فیلم لندن                    | ۱۷ ژانویه ۲۰۱۶              | دستاورد فنی سال                                      | جان سیل (فیلم‌برداری)                                                   | نامزدشده | [ ۶۹ ] [ ۷۰ ] |
| حلقه منتقدان فیلم لندن                    | ۱۷ ژانویه ۲۰۱۶              | دستاورد فنی سال                                      | کالین گیبسون (طراحی تولید)                                             | نامزدشده | [ ۶۹ ] [ ۷۰ ] |
| انجمن منتقدان فیلم لس آنجلس               | ۶ دسامبر ۲۰۱۵               | بهترین تصویر                                         | مکس دیوانه: جاده خشم                                                   | مقام دوم | [ ۷۱ ]        |
| انجمن منتقدان فیلم لس آنجلس               | ۶ دسامبر ۲۰۱۵               | بهترین کارگردان                                      | جرج میلر                                                               | برنده    | [ ۷۱ ]        |
| انجمن منتقدان فیلم لس آنجلس               | ۶ دسامبر ۲۰۱۵               | بهترین فیلمبرداری                                    | جان سیل                                                                | برنده    | [ ۷۱ ]        |
| انجمن منتقدان فیلم لس آنجلس               | ۶ دسامبر ۲۰۱۵               | بهترین ویرایش                                        | مارگارت سیکسل                                                          | مقام دوم | [ ۷۱ ]        |
| انجمن منتقدان فیلم لس آنجلس               | ۶ دسامبر ۲۰۱۵               | بهترین طراحی تولید                                   | کالین گیبسون                                                           | برنده    | [ ۷۱ ]        |
| ویرایشگرهای صدای تصویر متحرک              | ۲۷ فوریه ۲۰۱۶               | فیلم بلند – جلوه‌های صوتی و فولی                      | مارک مانگینی و اسکات هکر                                               | برنده    | [ ۷۲ ] [ ۷۳ ] |
| ویرایشگرهای صدای تصویر متحرک              | ۲۷ فوریه ۲۰۱۶               | فیلم بلند - گفتگو                                    | مارک مانگینی و اسکات هکر                                               | نامزدشده | [ ۷۲ ] [ ۷۳ ] |
| ویرایشگرهای صدای تصویر متحرک              | ۲۷ فوریه ۲۰۱۶               | فیلم بلند – آهنگ موسیقی                              | باب بادامی                                                             | نامزدشده | [ ۷۲ ] [ ۷۳ ] |
| جایزه سینمایی و تلویزیونی ام‌تی‌وی          | ۱۰ آوریل ۲۰۱۶               | بهترین بازیگر در یک فیلم                             | شارلیز ترون                                                            | برنده    | [ ۷۴ ] [ ۷۵ ] |
| جایزه سینمایی و تلویزیونی ام‌تی‌وی          | ۱۰ آوریل ۲۰۱۶               | بهترین قهرمان                                        | شارلیز ترون                                                            | نامزدشده | [ ۷۴ ] [ ۷۵ ] |
| جایزه سینمایی و تلویزیونی ام‌تی‌وی          | ۱۰ آوریل ۲۰۱۶               | بهترین مبارزه                                        | شارلیز ترون در برابر تام هاردی                                         | نامزدشده | [ ۷۴ ] [ ۷۵ ] |
| جایزه سینمایی و تلویزیونی ام‌تی‌وی          | ۱۰ آوریل ۲۰۱۶               | بهترین نقش منفی                                      | هیو کیز-برن                                                            | نامزدشده | [ ۷۴ ] [ ۷۵ ] |
| هیئت ملی بازبینی فیلم                     | ۱ دسامبر ۲۰۱۵               | بهترین فیلم                                          | مکس دیوانه: جاده خشم                                                   | برنده    | [ ۷۶ ]        |
| انجمن ملی منتقدان فیلم                    | ۳ ژانویه ۲۰۱۶               | بهترین تصویر                                         | مکس دیوانه: جاده خشم                                                   | سوم شد   | [ ۷۷ ]        |
| انجمن ملی منتقدان فیلم                    | ۳ ژانویه ۲۰۱۶               | بهترین کارگردان                                      | جرج میلر                                                               | سوم شد   | [ ۷۷ ]        |
| انجمن ملی منتقدان فیلم                    | ۳ ژانویه ۲۰۱۶               | بهترین فیلمبرداری                                    | جان سیل                                                                | سوم شد   | [ ۷۷ ]        |
| منتقدان فیلم نیویورک آنلاین               | ۶ دسامبر ۲۰۱۵               | ده فیلم برتر                                         | مکس دیوانه: جاده خشم                                                   | برنده    | [ ۷۸ ]        |
| منتقدان فیلم نیویورک آنلاین               | ۶ دسامبر ۲۰۱۵               | بهترین فیلمبرداری                                    | جان سیل                                                                | برنده    | [ ۷۸ ]        |
| جامعه آنلاین منتقدان فیلم                 | ۱۳ دسامبر ۲۰۱۵              | بهترین تصویر                                         | مکس دیوانه: جاده خشم                                                   | برنده    | [ ۷۹ ] [ ۸۰ ] |
| جامعه آنلاین منتقدان فیلم                 | ۱۳ دسامبر ۲۰۱۵              | بهترین کارگردان                                      | جرج میلر                                                               | برنده    | [ ۷۹ ] [ ۸۰ ] |
| جامعه آنلاین منتقدان فیلم                 | ۱۳ دسامبر ۲۰۱۵              | بهترین بازیگر زن                                     | شارلیز ترون                                                            | نامزدشده | [ ۷۹ ] [ ۸۰ ] |
| جامعه آنلاین منتقدان فیلم                 | ۱۳ دسامبر ۲۰۱۵              | بهترین ویرایش                                        | مارگارت سیکسل                                                          | برنده    | [ ۷۹ ] [ ۸۰ ] |
| جامعه آنلاین منتقدان فیلم                 | ۱۳ دسامبر ۲۰۱۵              | بهترین فیلمبرداری                                    | جان سیل                                                                | برنده    | [ ۷۹ ] [ ۸۰ ] |
| جایزه انجمن تهیه‌کنندگان آمریکا            | ۲۳ ژانویه ۲۰۱۶              | بهترین فیلم                                          | داگ میتچل و جرج میلر                                                   | نامزدشده | [ ۸۱ ]        |
| انجمن منتقدان فیلم سن دیگو                | ۱۴ دسامبر ۲۰۱۵              | بهترین تصویر                                         | مکس دیوانه: جاده خشم                                                   | برنده    | [ ۸۲ ] [ ۸۳ ] |
| انجمن منتقدان فیلم سن دیگو                | ۱۴ دسامبر ۲۰۱۵              | بهترین کارگردان                                      | جرج میلر                                                               | برنده    | [ ۸۲ ] [ ۸۳ ] |
| انجمن منتقدان فیلم سن دیگو                | ۱۴ دسامبر ۲۰۱۵              | بهترین بازیگر زن                                     | شارلیز ترون                                                            | مقام دوم | [ ۸۲ ] [ ۸۳ ] |
| انجمن منتقدان فیلم سن دیگو                | ۱۴ دسامبر ۲۰۱۵              | بهترین ویرایش                                        | مارگارت سیکسل                                                          | برنده    | [ ۸۲ ] [ ۸۳ ] |
| انجمن منتقدان فیلم سن دیگو                | ۱۴ دسامبر ۲۰۱۵              | بهترین فیلمبرداری                                    | جان سیل                                                                | نامزدشده | [ ۸۲ ] [ ۸۳ ] |
| انجمن منتقدان فیلم سن دیگو                | ۱۴ دسامبر ۲۰۱۵              | بهترین طراحی تولید                                   | کالین گیبسون                                                           | مقام دوم | [ ۸۲ ] [ ۸۳ ] |
| انجمن منتقدان فیلم سن دیگو                | ۱۴ دسامبر ۲۰۱۵              | بهترین صدا                                           | مکس دیوانه: جاده خشم                                                   | برنده    | [ ۸۲ ] [ ۸۳ ] |
| انجمن منتقدان فیلم سن دیگو                | ۱۴ دسامبر ۲۰۱۵              | بهترین جلوه‌های بصری                                  | مکس دیوانه: جاده خشم                                                   | مقام دوم | [ ۸۲ ] [ ۸۳ ] |
| انجمن منتقدان فیلم سن دیگو                | ۱۴ دسامبر ۲۰۱۵              | بهترین استفاده از موسیقی در یک فیلم                  | مکس دیوانه: جاده خشم                                                   | نامزدشده | [ ۸۲ ] [ ۸۳ ] |
| حلقه منتقدان فیلم سان‌فرانسیسکو            | ۱۳ دسامبر ۲۰۱۵              | بهترین تصویر                                         | مکس دیوانه: جاده خشم                                                   | نامزدشده | [ ۸۴ ]        |
| حلقه منتقدان فیلم سان‌فرانسیسکو            | ۱۳ دسامبر ۲۰۱۵              | بهترین کارگردان                                      | جرج میلر                                                               | برنده    | [ ۸۴ ]        |
| حلقه منتقدان فیلم سان‌فرانسیسکو            | ۱۳ دسامبر ۲۰۱۵              | بهترین فیلمبرداری                                    | جان سیل                                                                | برنده    | [ ۸۴ ]        |
| حلقه منتقدان فیلم سان‌فرانسیسکو            | ۱۳ دسامبر ۲۰۱۵              | بهترین ویرایش                                        | مارگارت سیکسل                                                          | برنده    | [ ۸۴ ]        |
| حلقه منتقدان فیلم سان‌فرانسیسکو            | ۱۳ دسامبر ۲۰۱۵              | بهترین طراحی تولید                                   | کالین گیبسون                                                           | نامزدشده | [ ۸۴ ]        |
| جایزه ستلایت                              | ۲۱ فوریه ۲۰۱۶               | بهترین فیلمبرداری                                    | جان سیل                                                                | برنده    | [ ۸۵ ] [ ۸۶ ] |
| جایزه ستلایت                              | ۲۱ فوریه ۲۰۱۶               | بهترین کارگردانی هنری و طراحی تولید                  | کالین گیبسون                                                           | نامزدشده | [ ۸۵ ] [ ۸۶ ] |
| جایزه ستلایت                              | ۲۱ فوریه ۲۰۱۶               | بهترین جلوه‌های بصری                                  | مکس دیوانه: جاده خشم                                                   | نامزدشده | [ ۸۵ ] [ ۸۶ ] |
| جایزه ستلایت                              | ۲۱ فوریه ۲۰۱۶               | بهترین صدا                                           | کریس جنکینز، مارک مانگینی، بن اسمو، وین پشلی، گرگ رادلوف، و دیوید وایت | نامزدشده | [ ۸۵ ] [ ۸۶ ] |
| جوایز ساترن                               | ۲۲ ژوئن ۲۰۱۶                | بهترین فیلم علمی-تخیلی                               | مکس دیوانه: جاده خشم                                                   | نامزدشده | [ ۸۷ ] [ ۸۸ ] |
| جوایز ساترن                               | ۲۲ ژوئن ۲۰۱۶                | بهترین کارگردان                                      | جرج میلر                                                               | نامزدشده | [ ۸۷ ] [ ۸۸ ] |
| جوایز ساترن                               | ۲۲ ژوئن ۲۰۱۶                | بهترین نویسندگی                                      | جرج میلر, برندن مک‌کارتی، و نیکو لاتوریس                                | نامزدشده | [ ۸۷ ] [ ۸۸ ] |
| جوایز ساترن                               | ۲۲ ژوئن ۲۰۱۶                | بهترین بازیگر نقش اول زن                             | شارلیز ترون                                                            | برنده    | [ ۸۷ ] [ ۸۸ ] |
| جوایز ساترن                               | ۲۲ ژوئن ۲۰۱۶                | بهترین موسیقی                                        | جانکی ایکس‌ال                                                           | نامزدشده | [ ۸۷ ] [ ۸۸ ] |
| جوایز ساترن                               | ۲۲ ژوئن ۲۰۱۶                | بهترین ویرایش                                        | مارگارت سیکسل                                                          | نامزدشده | [ ۸۷ ] [ ۸۸ ] |
| جوایز ساترن                               | ۲۲ ژوئن ۲۰۱۶                | بهترین طراحی تولید                                   | کالین گیبسون                                                           | نامزدشده | [ ۸۷ ] [ ۸۸ ] |
| جوایز ساترن                               | ۲۲ ژوئن ۲۰۱۶                | بهترین آرایش                                         | دامیان مارتین و نادین پریگ                                             | نامزدشده | [ ۸۷ ] [ ۸۸ ] |
| جوایز ساترن                               | ۲۲ ژوئن ۲۰۱۶                | بهترین جلوه‌های ویژه                                  | اندرو جکسون، دن الیور، اندی ویلیامز، و تام وود                         | نامزدشده | [ ۸۷ ] [ ۸۸ ] |
| جوایز ساترن                               | ۲۸ ژوئن ۲۰۱۷                | بهترین نسخه ویژه دی‌وی‌دی یا بلوری                     | نسخه خانگی سیاه و کروم                                                 | نامزدشده | [ ۸۹ ]        |
| جوایز انجمن بازیگران فیلم                 | ۳۰ ژانویه ۲۰۱۶              | عملکرد اکشن بدل برجسته                               | مکس دیوانه: جاده خشم                                                   | برنده    | [ ۹۰ ]        |
| انجمن منتقدان فیلم سنت لوئیس              | 21 دسامبر ۲۰۱۵              | بهترین تصویر                                         | مکس دیوانه: جاده خشم                                                   | نامزدشده | [ ۹۱ ]        |
| انجمن منتقدان فیلم سنت لوئیس              | 21 دسامبر ۲۰۱۵              | بهترین کارگردان                                      | جرج میلر                                                               | نامزدشده | [ ۹۱ ]        |
| انجمن منتقدان فیلم سنت لوئیس              | 21 دسامبر ۲۰۱۵              | بهترین بازیگر زن                                     | شارلیز ترون                                                            | نامزدشده | [ ۹۱ ]        |
| انجمن منتقدان فیلم سنت لوئیس              | 21 دسامبر ۲۰۱۵              | بهترین ویرایش                                        | مارگارت سیکسل                                                          | برنده    | [ ۹۱ ]        |
| انجمن منتقدان فیلم سنت لوئیس              | 21 دسامبر ۲۰۱۵              | بهترین فیلمبرداری                                    | جان سیل                                                                | نامزدشده | [ ۹۱ ]        |
| انجمن منتقدان فیلم سنت لوئیس              | 21 دسامبر ۲۰۱۵              | بهترین کارگردانی هنری                                | کالین گیبسون                                                           | برنده    | [ ۹۱ ]        |
| انجمن منتقدان فیلم سنت لوئیس              | 21 دسامبر ۲۰۱۵              | بهترین امتیاز                                        | جانکی ایکس‌ال                                                           | نامزدشده | [ ۹۱ ]        |
| انجمن منتقدان فیلم سنت لوئیس              | 21 دسامبر ۲۰۱۵              | بهترین جلوه‌های بصری                                  | مکس دیوانه: جاده خشم                                                   | برنده    | [ ۹۱ ]        |
| انجمن منتقدان فیلم سنت لوئیس              | 21 دسامبر ۲۰۱۵              | شناسایی ویژه                                         | مکس دیوانه: جاده خشم                                                   | برنده    | [ ۹۱ ]        |
| جوایز برگزیده نوجوانان                    | ۱۶ اوت ۲۰۱۵                 | انتخاب فیلم: علمی تخیلی/فانتزی                       | مکس دیوانه: جاده خشم                                                   | نامزدشده | [ ۹۲ ] [ ۹۳ ] |
| جوایز برگزیده نوجوانان                    | ۱۶ اوت ۲۰۱۵                 | فیلم منتخب: دزد صحنه                                 | نیکلاس هولت                                                            | نامزدشده | [ ۹۲ ] [ ۹۳ ] |
| انجمن منتقدان فیلم تورنتو                 | ۱۴ دسامبر ۲۰۱۵              | بهترین تصویر                                         | مکس دیوانه: جاده خشم                                                   | مقام دوم | [ ۹۴ ]        |
| انجمن منتقدان فیلم تورنتو                 | ۱۴ دسامبر ۲۰۱۵              | بهترین کارگردان                                      | جرج میلر                                                               | مقام دوم | [ ۹۴ ]        |
| حلقه منتقدان فیلم ونکوور                  | ۲۱ دسامبر ۲۰۱۵              | بهترین فیلم                                          | مکس دیوانه: جاده خشم                                                   | نامزدشده | [ ۹۵ ] [ ۹۶ ] |
| حلقه منتقدان فیلم ونکوور                  | ۲۱ دسامبر ۲۰۱۵              | بهترین کارگردان                                      | جرج میلر                                                               | برنده    | [ ۹۵ ] [ ۹۶ ] |
| نظرسنجی فیلم ویلج وویس                    | ۱۵ دسامبر ۲۰۱۵              | بهترین تصویر                                         | مکس دیوانه: جاده خشم                                                   | مقام اول | [ ۹۷ ]        |
| نظرسنجی فیلم ویلج وویس                    | ۱۵ دسامبر ۲۰۱۵              | بهترین کارگردان                                      | جرج میلر                                                               | برنده    | [ ۹۷ ]        |
| انجمن جلوه‌های بصری                        | 2 فوریه ۲۰۱۶                | جلوه‌های بصری برجسته در یک ویژگی «Photoreal»          | مکس دیوانه: جاده خشم                                                   | نامزدشده | [ ۹۸ ] [ ۹۹ ] |
| انجمن جلوه‌های بصری                        | 2 فوریه ۲۰۱۶                | ترکیب بندی برجسته در یک ویژگی «Photoreal»            | مکس دیوانه: جاده خشم                                                   | نامزدشده | [ ۹۸ ] [ ۹۹ ] |
| انجمن جلوه‌های بصری                        | 2 فوریه ۲۰۱۶                | شبیه‌سازی جلوه‌های برجسته در یک ویژگی «Photoreal»      | «طوفان سمی»                                                            | برنده    | [ ۹۸ ] [ ۹۹ ] |
| انجمن منتقدان فیلم منطقه واشینگتن، دی.سی. | ۷ دسامبر ۲۰۱۵               | بهترین تصویر                                         | مکس دیوانه: جاده خشم                                                   | نامزدشده | [ ۱۰۰ ]       |
| انجمن منتقدان فیلم منطقه واشینگتن، دی.سی. | ۷ دسامبر ۲۰۱۵               | بهترین کارگردان                                      | جرج میلر                                                               | برنده    | [ ۱۰۰ ]       |
| انجمن منتقدان فیلم منطقه واشینگتن، دی.سی. | ۷ دسامبر ۲۰۱۵               | بهترین بازیگر زن                                     | شارلیز ترون                                                            | نامزدشده | [ ۱۰۰ ]       |
| انجمن منتقدان فیلم منطقه واشینگتن، دی.سی. | ۷ دسامبر ۲۰۱۵               | بهترین طراحی تولید                                   | کالین گیبسون                                                           | برنده    | [ ۱۰۰ ]       |
| انجمن منتقدان فیلم منطقه واشینگتن، دی.سی. | ۷ دسامبر ۲۰۱۵               | بهترین فیلمبرداری                                    | جان سیل                                                                | نامزدشده | [ ۱۰۰ ]       |
| انجمن منتقدان فیلم منطقه واشینگتن، دی.سی. | ۷ دسامبر ۲۰۱۵               | بهترین موسیقی متن                                    | جانکی ایکس‌ال                                                           | نامزدشده | [ ۱۰۰ ]       |
| انجمن منتقدان فیلم منطقه واشینگتن، دی.سی. | ۷ دسامبر ۲۰۱۵               | بهترین ویرایش                                        | مارگارت سیکسل                                                          | برنده    | [ ۱۰۰ ]       |
| حلقه زنان منتقد فیلم                      | ۱۷ دسامبر ۲۰۱۵              | بهترین تصاویر زن در یک فیلم                          | مکس دیوانه: جاده خشم                                                   | نامزدشده | [ ۱۰۱ ]       |
| حلقه زنان منتقد فیلم                      | ۱۷ دسامبر ۲۰۱۵              | بهترین برابری جنسیت                                  | مکس دیوانه: جاده خشم                                                   | برنده    | [ ۱۰۱ ]       |
| حلقه زنان منتقد فیلم                      | ۱۷ دسامبر ۲۰۱۵              | بهترین ستاره اکشن زن                                 | شارلیز ترون                                                            | برنده    | [ ۱۰۱ ]       |